# Rudolf Steinmetz (Theologe, 1832)
Friedrich Wilhelm Rudolf Steinmetz (* 6. November 1832 in Moringen; † 12. Mai 1921 in Göttingen) war ein evangelisch-lutherischer Theologe und Superintendent.

## Leben
Steinmetz wurde als Sohn den Theologen Rudolf Steinmetz geboren. Im Alter von 17 Jahren begann er ein Jura-Studium in Göttingen, wechselte aber bald zur Theologie. Später war er Direktor des Schullehrerseminars in Hannover. Von 1870 bis 1879 hatte er die Stelle des Stiftspredigers in Loccum inne, bis er 1878 Superintendent in Göttingen wurde, wo er zunächst an der St.-Johannis-Kirche und von 1882 bis 1910 an der St.-Albani-Kirche tätig war. Von 1891 bis 1905 saß er für den Sprengel Göttingen-Grubenhagen in der Landessynode der Hannoverschen Landeskirche. Schwerpunkt seiner Arbeit waren Predigt und Hausbesuche. Einen Ruf auf den Lehrstuhl für Praktische Theologie der Universität Göttingen im Jahr 1882 lehnte er zugunsten des Dienstes in der Gemeinde ab.
Steinmetz war verheiratet mit „Minette“, einer Tochter des Osnabrücker Konsistorialrats Carl Weibezahn. Sein Bruder Hermann war ebenfalls Pfarrer der Hannoverschen Landeskirche. Das Grab des Ehepaars Steinmetz findet sich auf dem Stadtfriedhof Göttingen.

## Schriften (Auswahl)
- mit Gerhard Uhlhorn und Bodo Sievers: Von den letzten Dingen. Vier Vorträge, Göttingen 1888.
- D. Martin Luthers kleiner Katechismus, in 360 Fragen und Antworten mit 300 Bibelsprüchen ausgelegt. Nebst zwei Zugaben, Göttingen 1889.
- Katechismusgedanken. Handreichung zur katechetischen Behandlung der fünf Hauptstücke in Kirche und Schule, Göttingen 1903.
- Das gute Bekenntnis. Hilfsbuch zur Bereitung auf die Konfirmation, Göttingen 1910.
- Heilige Stunden. Predigten auf alle Festtage des Kirchenjahres nebst einigen Predigten aus dem letzten Teile der Trinitatiszeit, Göttingen 1914.
- Cantate. Auslegung wertvoller Gesangbuchlieder, Hannover 1917.

Als Herausgeber
- Zum Bau des Hauses Gottes. Mannigfaltiges aus dem geistlichen Amte und für dasselbe aus dem Nachlass des Dr. theol. Ludwig Adolf Petri, Hannover 1875.